# Kap Juncal
Das Kap Juncal (spanisch Cabo Juncal) ist ein markantes Kap, das den nordwestlichen Ausläufer der D’Urville-Insel im Archipel der Joinville-Inseln vor der Nordspitze der Antarktischen Halbinsel bildet.
Teilnehmer einer von 1956 bis 1957 durchgeführten argentinischen Antarktisexpedition benannten sie in Erinnerung an die für die argentinischen Marine siegreiche Seeschlacht von Juncal (1827) vor der Isla Juncal gegen das Kaiserreich Brasilien.